# سيخريدس
سيخريدس هو تنين خرافي fabled dragon، أو ثعبان، في الأساطير اليونانية. تم تسميته على اسم ابن بوسيدون وسلاميس سيخريس، النصف إله اليوناني الذي قتل التنين، كما تخبر به أحد القصص المتداولة.

## قصص
سيخريس، ابن بوسيدون، إما:
- قام بتربية تنين / ثعبان كحيوان أليف، قبل أن يصبح حاكماً لسالميس.[1]
- قاتل تنينًا / ثعبانًا كان يرهب جزيرة سالاميس، وعند قتله أصبح ملكًا.
- كان يُعرف باسم «التنين» بسبب طبيعته الملتهبة، وأرهب جزيرة سالاميس حتى طرده يوريلوتشوس، ولكن استقبلته ديميتر في إليوسيس، فجعلته رئيس كهنة لها.[2]